# Andryes
Andryes est une commune française située dans le département de l'Yonne, en région Bourgogne-Franche-Comté.
Sa réputation est liée à son marais, premier site environnemental de l'Yonne.

## Géographie
Andryes, à 40 km au sud de sa préfecture Auxerre, est une commune de la Forterre, à l'est de la Puisaye et à l'ouest de l'Avallonnais. Elle s'étend sur 2 875 hectares dont 1 295, près de la moitié, de forêts.
Peuplée de 1 224 habitants en 1866, elle en compte aujourd'hui 452, en légère progression depuis quelques années.

### Hameaux
Le chef-lieu est implanté dans la vallée, ainsi que le moulin Poinçon au nord-ouest d'Andryes, en amont sur le ruisseau d'Andryes. Tous les autres hameaux se tiennent sur les plateaux, au nord et au sud du ruisseau.
Les deux plus gros hameaux sont Ferrières au sud et Fontenailles au nord ; ils sont à peu près aussi étendus qu'Andryes. Les autres hameaux sur le plateau au nord sont Maison Fort (au nord d'Andryes sur le bord ouest du bois Nardin), Bois Blanc (sur le bord nord du même bois), la Tuilerie à 500 m à l'ouest de Maison Fort, et la Graineterie tout à fait au nord de la commune. Sur le plateau sud, outre Ferrières se trouvent Villesavoie et Villeprenoy.

### Autres
Le sentier de grande randonnée de Pays « Méandres de l'Yonne » traverse la commune.
Trois sentiers d'interprétation permettent au visiteur de pénétrer au coeur du marais d'Andryes : le sentier de découverte, le sentier de perception environnementale et le sentier de naturalité. Le départ se situe à l'étang de Cornoy.

### Hydrographie
Elle est traversée dans le sens N-O/S-E par le ruisseau d'Andryes, petit cours d'eau de 10,5 kilomètres prenant sa source à Druyes-les-Belles-Fontaines, qui se jette dans l'Yonne à Surgy (Nièvre).

### Climat
Pour des articles plus généraux, voir Climat de la Bourgogne-Franche-Comté et Climat de l'Yonne.
En 2010, le climat de la commune est de type climat océanique dégradé des plaines du Centre et du Nord, selon une étude du Centre national de la recherche scientifique s'appuyant sur une série de données couvrant la période 1971-2000. En 2020, Météo-France publie une typologie des climats de la France métropolitaine dans laquelle la commune est exposée à un climat océanique altéré et est dans la région climatique Centre et contreforts nord du Massif Central, caractérisée par un air sec en été et un bon ensoleillement.
Pour la période 1971-2000, la température annuelle moyenne est de 10,9 °C, avec une amplitude thermique annuelle de 15,8 °C. Le cumul annuel moyen de précipitations est de 774 mm, avec 11,8 jours de précipitations en janvier et 7,6 jours en juillet. Pour la période 1991-2020, la température moyenne annuelle observée sur la station météorologique de Météo-France la plus proche, « Clamecy », sur la commune de Clamecy à 7 km à vol d'oiseau, est de 11,5 °C et le cumul annuel moyen de précipitations est de 707,4 mm. 
La température maximale relevée sur cette station est de 40,7 °C, atteinte le 25 juillet 2019 ; la température minimale est de −14 °C, atteinte le 9 février 2012,,.
Les paramètres climatiques de la commune ont été estimés pour le milieu du siècle (2041-2070) selon différents scénarios d'émission de gaz à effet de serre à partir des nouvelles projections climatiques de référence DRIAS-2020. Ils sont consultables sur un site dédié publié par Météo-France en novembre 2022.

## Urbanisme

### Typologie
Au 1er janvier 2024, Andryes est catégorisée commune rurale à habitat dispersé, selon la nouvelle grille communale de densité à sept niveaux définie par l'Insee en 2022.
Elle est située hors unité urbaine. Par ailleurs la commune fait partie de l'aire d'attraction de Clamecy, dont elle est une commune de la couronne,. Cette aire, qui regroupe 45 communes, est catégorisée dans les aires de moins de 50 000 habitants,.

### Occupation des sols
L'occupation des sols de la commune, telle qu'elle ressort de la base de données européenne d’occupation biophysique des sols Corine Land Cover (CLC), est marquée par l'importance des forêts et milieux semi-naturels (49,2 % en 2018), une proportion sensiblement équivalente à celle de 1990 (49,3 %). La répartition détaillée en 2018 est la suivante : 
forêts (48 %), terres arables (41,7 %), prairies (3,9 %), zones urbanisées (2,6 %), zones agricoles hétérogènes (2,6 %), milieux à végétation arbustive et/ou herbacée (1,2 %). L'évolution de l’occupation des sols de la commune et de ses infrastructures peut être observée sur les différentes représentations cartographiques du territoire : la carte de Cassini (XVIIIe siècle), la carte d'état-major (1820-1866) et les cartes ou photos aériennes de l'IGN pour la période actuelle (1950 à aujourd'hui).

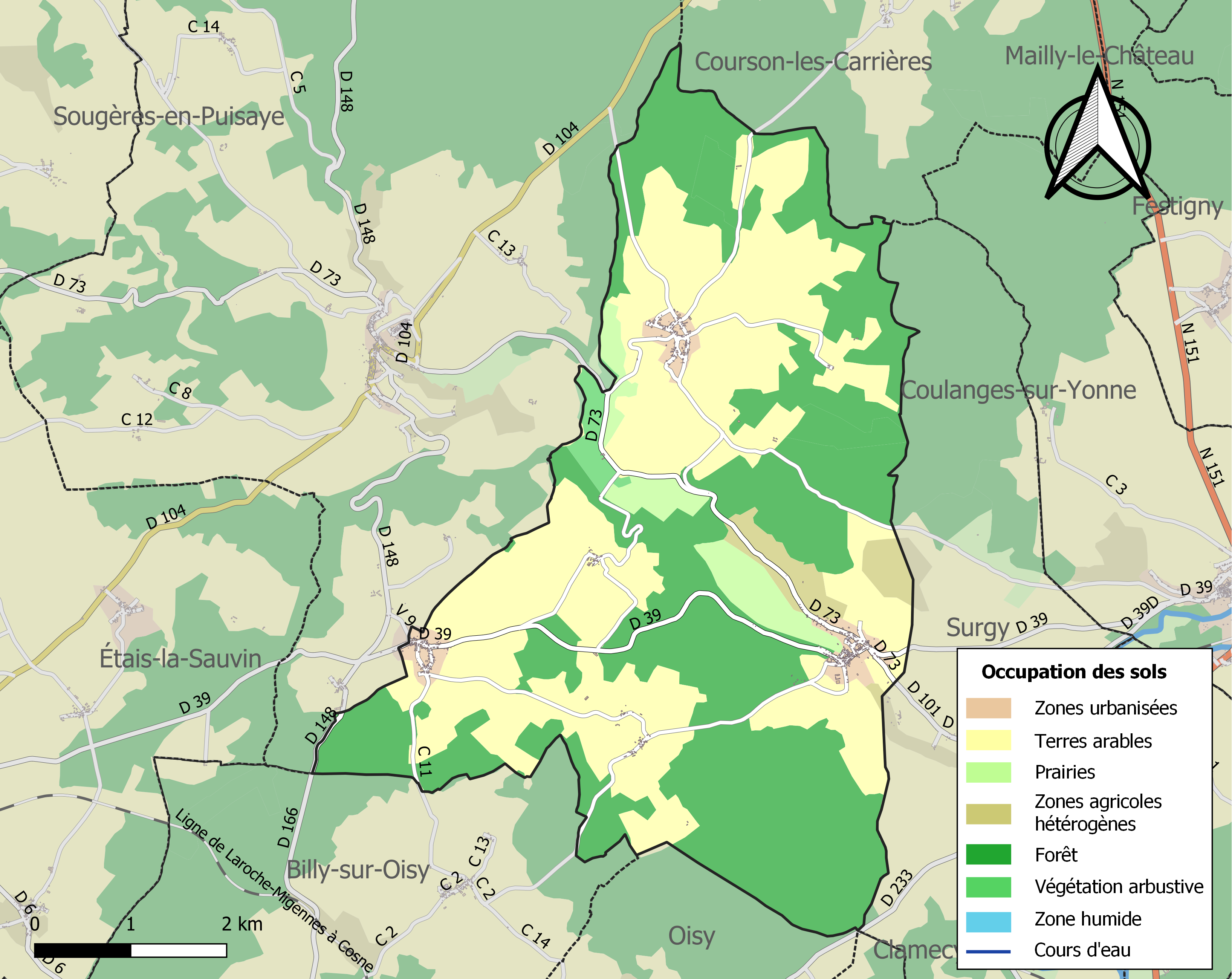
Carte des infrastructures et de l'occupation des sols de la commune en 2018 (CLC).

## Toponymie
Le nom d'Andryes aurait été donné par les moines de Druyes venus s'installer là en 1050. Ils appellent leur prieuré « Antidrogia » car il est construit « à la façon de Druyes » (Drogia).
Cette version est contestée et non confirmée par des recherches approfondies. Andryes, qu'on trouve selon les textes historiques ou les cartes anciennes sous les formes Andrie, Andries, Andria, vient en fait du germain Villa Underica, du nom de la famille barbare qui occupait le domaine au bord du ruisseau. C'est l'héritage de la période d'occupation burgonde de la région.

## Histoire

### Moyen Âge

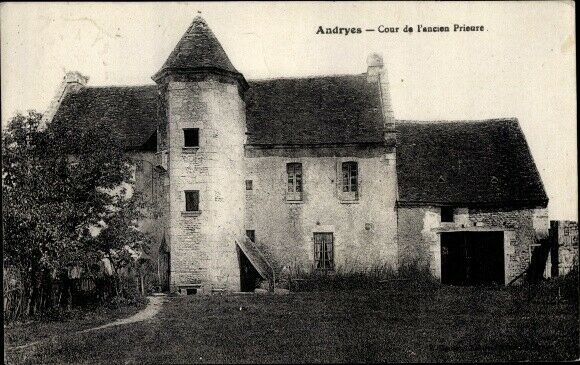
Restes de l'ancien prieuré d'Andryes en 1910.

#### Prieuré Saint-Robert
Andryes fait partie à l'époque du diocèse d'Auxerre mais ne relève pas du comté de Bourgogne.
Un prieuré bénédictin y est fondé en 1050 par saint Robert, et y a existé pendant plus de mille ans. La fondation est confirmée par le pape Léon IX qui nomme le fondateur comme premier « abbé ». Selon une note attribuée à Lebeuf, les moines qui le peuplent viennent du prieuré fondé par saint Romain de Subiaco à Druyes en 543 : lors des invasions normandes du IXe siècle le village de Druyes, implanté près des sources en milieu ouvert, est brûlé et les habitants grimpent sur la colline, mieux défendable. Les moines, qui ont dû eux aussi abandonner leur monastère de Druyes, se réfugient alors à Andryes.
Prieuré d'abord indépendant, l'évêque Geoffroy de Champallement l'annexe à l'abbaye de la Chaise-Dieu en 1067 par souci de protection (les temps sont rudes et les menaces fréquentes). C'est alors que le prieuré prend le nom de Saint-Robert
.
En 1740, il est réuni à la Chartreuse.

##### Personnalités du prieuré
Plusieurs religieux éduqués à Andryes sont appelés à des fonctions notables et deviennent abbés ou évêques. Audebert ou Hildebert, frère de Garnier de Montmorillon, y est moine ; il est ensuite moine pour une courte période à l’abbaye Saint-Cyprien de Poitiers puis devint abbé de Notre-Dame de Bourgdieu, et en 1092 archevêque de Bourges.

En 1102, Aimeric, prieur d’Andryes, devient le 5e abbé de la Chaise-Dieu, et en 1111 évêque de Clermont.

Vers 1175, Jean, moine profès de Saint-Robert d’Andryes, est distingué par les chroniques de l’époque « pour sa science et sa piété ». Il devient prieur de Saint-Robert de Cornillon, puis évêque de Grenoble.

Lantelme ou Lancelin, moine d’Andryes, est élu en 1179 abbé de la Chaise-Dieu ; en tant qu'abbé il reçoit du pape Lucius III l’usage de la mitre, qu'il voulait refuser par humilité. Il est nommé évêque de Valence en 1186, mais il n'est pas consacré (soit il a refusé, soit il est mort à cette période).

## Politique et administration

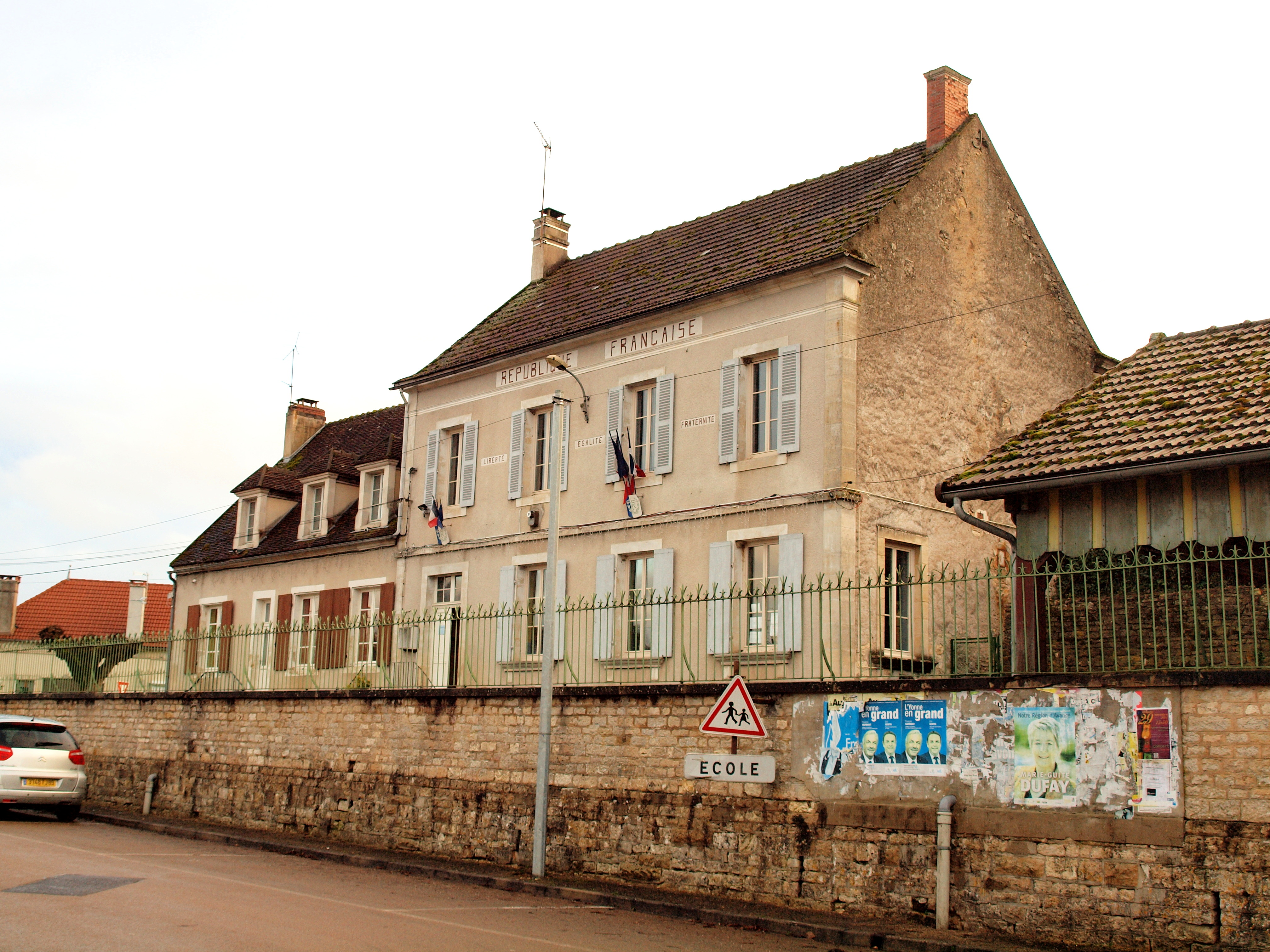
Mairie-école.

| Période   | Période   | Identité         | Étiquette | Qualité                                      |
| --------- | --------- | ---------------- | --------- | -------------------------------------------- |
|           |           |                  |           |                                              |
| mars 1971 | mars 1983 | Claude Delhomme  | DVD       |                                              |
| mars 1983 | mars 2008 | Bernard Gaucher  | DVG       | Conseiller général de l'Yonne de 1988 à 1994 |
| mars 2008 | 2014      | Maxime Vildé     |           |                                              |
| 2014      | 2020      | Thierry Delhomme | DVG       | Agriculteur                                  |
| 2020      | En cours  | Jean-Marc Léger  |           |                                              |

## Démographie
Les habitants sont appelés les Androgiens.

L'évolution du nombre d'habitants est connue à travers les recensements de la population effectués dans la commune depuis 1793. Pour les communes de moins de 10 000 habitants, une enquête de recensement portant sur toute la population est réalisée tous les cinq ans, les populations de référence des années intermédiaires étant quant à elles estimées par interpolation ou extrapolation. Pour la commune, le premier recensement exhaustif entrant dans le cadre du nouveau dispositif a été réalisé en 2005.

En 2022, la commune comptait 445 habitants, en évolution de +10,42 % par rapport à 2016 (Yonne : −1,95 %, France hors Mayotte : +2,11 %).
| 1793 | 1800 | 1806 | 1821 | 1831  | 1836 | 1841 | 1846  | 1851  |
| ---- | ---- | ---- | ---- | ----- | ---- | ---- | ----- | ----- |
| 618  | 772  | 775  | 849  | 1 085 | 981  | 985  | 1 075 | 1 005 |

| 1856  | 1861  | 1866  | 1872  | 1876  | 1881  | 1886  | 1891  | 1896 |
| ----- | ----- | ----- | ----- | ----- | ----- | ----- | ----- | ---- |
| 1 185 | 1 146 | 1 224 | 1 188 | 1 126 | 1 198 | 1 043 | 1 032 | 892  |

| 1901 | 1906 | 1911 | 1921 | 1926 | 1931 | 1936 | 1946 | 1954 |
| ---- | ---- | ---- | ---- | ---- | ---- | ---- | ---- | ---- |
| 774  | 759  | 667  | 594  | 589  | 573  | 533  | 516  | 472  |

| 1962 | 1968 | 1975 | 1982 | 1990 | 1999 | 2005 | 2006 | 2010 |
| ---- | ---- | ---- | ---- | ---- | ---- | ---- | ---- | ---- |
| 482  | 438  | 428  | 391  | 406  | 445  | 470  | 480  | 466  |

| 2015 | 2020 | 2022 | - | - | - | - | - | - |
| ---- | ---- | ---- | - | - | - | - | - | - |
| 406  | 438  | 445  | - | - | - | - | - | - |

## Économie locale
On compte, en 2012, 51 entreprises sur le territoire de la commune d'Andryes dont 6 entreprises de 1 à 9 salariés.

## Culture locale et patrimoine

### Lieux et monuments
- Le monument aux morts de la commune, a été érigé par Jean-Baptiste Millot, maître carrier à Villeprenoy, hameau de Andryes. Il participe à la construction du Trocadéro à Paris.
- L'église qui domine la vallée, est tournée à l'est, situation rare en France.

Dans le cimetière qui jouxte l'église on trouve une tombe particulièrement originale sous laquelle repose un soldat de l'Empire. Outre son architecture, c'est l'épitaphe qui est remarquable, empreinte de cynisme ou d'humour :
"À la mémoire de Jacques Girault
Né à Druyes le 31 mai 1774
Décédé à Ferrières le 13 juillet 1859
Époux de Angélique Bigé.
Glorieux débris de la Grande Armée
De Napoléon 1er
Blessé dans la campagne d'Italie
Où il servait en qualité de caporal
Au 103e de ligne
Lieutenant de la garde nationale en 1833"
Une phrase supprimée par le rédacteur initial.

### Personnalités liées à la commune
- Joseph Notelet peintre et dessinateur post-impressionniste

## Pour approfondir